# Chelipoda mengyangana
Chelipoda mengyangana är en tvåvingeart som beskrevs av Grootaert, Yang och Saigusa 2000. Chelipoda mengyangana ingår i släktet Chelipoda och familjen dansflugor.
Artens utbredningsområde är Yunnan (Kina). Inga underarter finns listade i Catalogue of Life.